# Episodi di SEAL Team (quarta stagione)
La quarta stagione della serie televisiva SEAL Team, composta da 16 episodi, è stata trasmessa sul canale statunitense CBS dal 2 dicembre 2020 al 26 maggio 2021.
In Italia la stagione è stata trasmessa in prima visione assoluta su Rai 4 dal 20 al 30 dicembre 2021.
| nº | Titolo originale        | Titolo italiano            | Prima TV USA     | Prima TV Italia  |
| -- | ----------------------- | -------------------------- | ---------------- | ---------------- |
| 1  | God of War              | Dio della guerra           | 2 dicembre 2020  | 20 dicembre 2021 |
| 2  | Forever War             | Guerra per sempre          | 2 dicembre 2020  | 20 dicembre 2021 |
| 3  | The New Normal          | Nuova normalità            | 9 dicembre 2020  | 21 dicembre 2021 |
| 4  | Shockwave               | Onda d'urto                | 16 dicembre 2020 | 21 dicembre 2021 |
| 5  | The Carrot or the Stick | La carota o il bastone     | 13 gennaio 2021  | 22 dicembre 2021 |
| 6  | Horror Has a Face       | L'orrore ha un volto       | 27 gennaio 2021  | 22 dicembre 2021 |
| 7  | All In                  | Tutto incluso              | 17 febbraio 2021 | 23 dicembre 2021 |
| 8  | Cover for Action        | Sotto copertura            | 3 marzo 2021     | 23 dicembre 2021 |
| 9  | Reckoning               | Resa dei conti             | 10 marzo 2021    | 27 dicembre 2021 |
| 10 | A Question of Honor     | Una questione d’onore      | 24 marzo 2021    | 27 dicembre 2021 |
| 11 | Limits of Loyalty       | Limiti di lealtà           | 7 aprile 2021    | 28 dicembre 2021 |
| 12 | Rearview Mirror         | Nello specchio retrovisore | 21 aprile 2021   | 28 dicembre 2021 |
| 13 | Do No Harm              | Non nuocere                | 5 maggio 2021    | 29 dicembre 2021 |
| 14 | Hollow at the Core      | Il cuore del problema      | 12 maggio 2021   | 29 dicembre 2021 |
| 15 | Nightmare of My Choice  | Scegli il tuo incubo       | 19 maggio 2021   | 30 dicembre 2021 |
| 16 | One Life to Live        | Una vita da vivere         | 26 maggio 2021   | 30 dicembre 2021 |